# Station Nagahara (Shiga)
Station Nagahara (永原駅, Nagahara-eki) is een spoorwegstation in de Japanse stad Nagahama. Het wordt aangedaan door de Kosei-lijn. Het station heeft vier sporen, gelegen aan een twee eilandperrons. 

## Treindienst

### JR West
| 1     | ■ Kosei-lijn | richting Ōmi-Shiotsu en Tsuruga |
| 2,3,4 | ■ Kosei-lijn | richting Ōmi-Imazu en Kioto     |

## Geschiedenis
Het station werd in 1974 geopend.  

## Stationsomgeving
- Ōura-rivier
- Autoweg 303
- Biwameer

(Kioto) · Yamashina · Ōtsukyō · Karasaki · Hieizan Sakamoto · Ogoto-onsen · Katata · Ono · Wani · Hōrai · Shiga · Hira · Ōmi-Maiko · Kita-Komatsu · Ōmi-Takashima · Adogawa · Shin-Asahi · Ōmi-Imazu · Ōmi-Nakashō · Makino · Nagahara · Ōmi-Shiotsu (>> Hokuriku-lijn)